# Cochemiea maritima
Cochemiea maritima ist eine Pflanzenart aus der Gattung Cochemiea in der Familie der Kakteengewächse (Cactaceae). Das Artepitheton maritima stammt aus dem Lateinischen, bedeutet ‚das Meer betreffend‘ und verweist auf das bevorzugte Habitat der Art.

## Beschreibung
Cochemiea maritima bildet bis zu ein Meter im Durchmesser große Gruppen aus. Die festen bis zu 50 Zentimeter hoch werdenden, zylindrischen Körper sind blaugrün und stehen aufrecht, dabei sind sie 3 bis 7 Zentimeter im Durchmesser. Auf den glatten konisch geformten Warzen sitzen etwa 10 bis 15 weiße mit schwarzen Punkten versehenen Randdornen, die eine Länge bis zu 4 Zentimeter erreichen. Die rötlich braunen 4 Mitteldornen erreichen bis zu 5 Zentimeter Länge. Sie sind wie Angelhaken gebogen. Die zygomorphen Blüten sind trompetenförmig mit leicht aufgerollten Blütenhüllblättern. Sie sind bis zu 3 Zentimeter lang und scharlachrot. Die Früchte sind kugelförmig und rot. Die Samen sind schwarz.

## Verbreitung und Systematik
Cochemiea maritima ist in dem mexikanischen Bundesstaat Baja California verbreitet und kommt entlang der Pazifikküste westlich von Punta Prieta vor.
Die Erstbeschreibung erfolgte 1937 durch den amerikanischen Botaniker George Edmund Lindsay. Nomenklatorische Synonyme sind Mammillaria maritima (G.E.Linds.) D.R.Hunt (1971), Mammillaria pondii subsp. maritima (G.E.Linds.) D.R.Hunt (1997) und Cochemiea pondii subsp. maritima (G.E.Linds.) U.Guzmán (2003).

## Nachweise